# 拉克斯赫梅斯赫瓦尔
拉克斯赫梅斯赫瓦尔（Lakshmeshwar），是印度卡纳塔克邦Gadag县的一个城镇。总人口33411（2001年）。

## 人口
该地2001年总人口33411人，其中男性16951人，女性16460人；0—6岁人口4416人，其中男2242人，女2174人；识字率61.57%，其中男性为69.76%，女性为53.13%。